# Rita R. Colwell

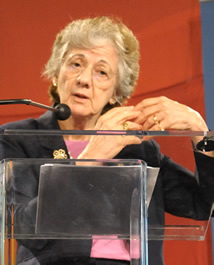
Rita R. Colwell

Rita Rossi Colwell (* 23. November 1934 in Beverly, Massachusetts) ist eine US-amerikanische Mikrobiologin.

## Leben
Colwell erhielt 1956 einen Bachelor-Abschluss in Bakteriologie sowie 1958 einen Master-Abschluss in Genetik an der Purdue University und wurde an der University of Washington 1961 in mariner Mikrobiologie promoviert. Dort war sie dann Research Assistant Professor und ab 1964 Assistant Professor, sowie ab 1966 Associate Professor für Biologie an der Georgetown University. 1972 wurde sie Professor an der University of Maryland, College Park. Sie war von 1987 bis 1991 Gründungsdirektor des Center of Marine Biotechnology und von 1991 bis 1998 Präsidentin des Biotechnologie-Instituts der University of Maryland. Nach ihrer Zeit als Direktorin der National Science Foundation (NSF) von 1998 bis 2004 kehrte sie an die University of Maryland zurück und lehrte außerdem an der Bloomberg School of Public Health der Johns Hopkins University.

## Werk
Colwell ist Expertin für marine Mikrobiologie und marine Biotechnologie und die Anwendung molekulargenetischer Techniken der Gewinnung von medizinischen, technischen und Aquakultur-Produkten aus dem Meer. Sie untersuchte Phylogenie, Ökologie und Physiologie mariner Bakterien. Colwell organisierte ein internationales Netzwerk für Fragen der weltweiten sicheren Wasserversorgung und Ausbreitung von Infektionen (besonders Cholera) insbesondere über unsauberes Wasser.
In den 1960er Jahren fand sie heraus, dass die Cholera-Bakterien natürlich in küstennahen Gewässern (wie Flussmündungen) vorkommen und das Ausbrüche von Epidemien bei Menschen mit der Vermehrung von deren Wirtsmechanismen im Meer zusammenhängen (Plankton). Sie untersuchte natürliche Bakterien, die die Umwelt verschmutzendes Erdöl im Meer abbauen und fand, dass Austern-Larven von bestimmten Bakterienmatten unter Wasser angezogen wurden (mit Anwendung in der Austernzucht). Um das Potential von Mikroorganismen im Meer (mit gentechnischen und molekularbiologischen Methoden) für die Biotechnologie zu nutzen, gründete sie in den 1980er Jahren an der University of Maryland ein entsprechendes Institut.
Von ihr stammen als Autorin oder Ko-Autorin rund 800 wissenschaftliche Publikationen und 17 Bücher und sie produzierte den preisgekrönten Film Invisible Seas über Mikroorganismen im Meer.

## Mitgliedschaften
Von 1983 bis 1990 wurde Colwell unter US-Präsident Ronald Reagan in das National Science Board, einem wissenschaftlichen Beratergremium für den US-Kongress und den Präsidenten, berufen. 1996 war sie Präsidentin der American Association for the Advancement of Science. Von August 1998 bis Februar 2004 war sie die 11. Direktorin in der Geschichte der National Science Foundation. Sie war außerdem Präsidentin der American Society for Microbiology, der International Union of Microbiological Societies, des International Congress of Systematic and Evolutionary Biology, von Sigma Xi und der Washington Academy of Sciences. Sie ist weiterhin Mitglied der National Academy of Sciences, der American Academy of Arts and Sciences und der American Philosophical Society, der Royal Society of Canada und der Königlich Schwedischen Akademie der Wissenschaften. Zudem ist sie Mitglied des norwegischen Forschungsrats sowie seit 2010 Ehrenmitglied der Royal Irish Academy. 2008 war sie Präsidentin des American Institute of Biological Sciences. 
Sie ist Mitglied des Council on Foreign Relations.

## Ehrungen
Rita R. Colwell wurde 1985 mit dem Fisher Award der American Society for Microbiology, 1990 mit dem Gold Medal Award des International Institute of Biotechnology und 1993 mit dem Phi Kappa Phi National Scholar Award ausgezeichnet. 2006 erhielt sie die National Medal of Science, 2010 den Stockholm Water Prize, 2017 den Vannevar Bush Award der NSF und den Internationalen Preis für Biologie. 2018 wurde ihr die Helmholtz-Medaille der Berlin-Brandenburgischen Akademie der Wissenschaften zugesprochen, 2020 die William Bowie Medal der American Geophysical Union.
Colwell ist mehrfache Ehrendoktorin (u. a. der Heriot-Watt University in Edinburgh). Ihr zu Ehren ist das Colwell-Massiv in der Antarktis benannt.

## Privates
Sie war von 1956 bis 2018 mit dem Chemiker Jack Colwell verheiratet und hat zwei Töchter. Zu ihren Hobbys zählen Jogging und Wettkampf-Segeln.

## Schriften
- Biotechnology in the marine sciences, Science, Band 222, 1983, S. 19–23